# Michael Conforto
Michael Thomas Conforto (* 1. März 1993 in Seattle, Washington) ist ein US-amerikanischer Baseballspieler in der Major League Baseball (MLB), der im Left Field spielt. Conforto von seinem MLB-Debüt bis 2021 bei den New York Mets aktiv, die ihn im MLB Draft 2014 in der ersten Runde ausgewählt hatten.

## Karriere

### Amateurkarriere
Michael Conforto spielte bereits im Alter von 11 Jahren bei der Little League World Series 2004 für die Region Nordwest. Während seiner High-School-Zeit in Redmond spielte er neben Baseball auch erfolgreich American Football, entschied sich aber letztendlich für Baseball und das Angebot der Oregon State University. Am College machte er mit 179 RBIs, 120 Walks und 31 Home Runs auf sich aufmerksam.

### Draft und Minor Leagues
Die New York Mets wählten Conforto in der ersten Runde des MLB Draft 2014 mit dem zehnten Pick und beide Parteien einigten sich im Juli 2014 auf einen Vertrag, der Conforto unter anderem einen Bonus von 2.970.800 USD für seine Unterschrift sicherte. Den Rest der Saison verbrachte der Spieler bei den Brooklyn Cyclones, dem Short Season A Minor League Team der Mets. Für die Cyclones bestritt er 42 Partien, kam dabei auf 30 Runs und überzeugte mit einer Schlagquote von knapp über 33 %. Zur Saison 2015 wurde Conforto erst im April zu den St. Lucie Mets auf Advanced A und später im Mai zu den Binghamton Mets auf AA Niveau befördert. Für beide Teams zusammen bestritt er 91 Spiele.

### Major Leagues
Am 24. Juli 2015 wurde Conforto schließlich in die Major League berufen und debütierte bei der 2:7-Heimniederlage gegen die Los Angeles Dodgers. In der Regular Season der MLB-Saison 2015 kam Conforto 56 Mal zum Einsatz und steuerte für den Erfolg der Mets 30 Runs, davon 9 Home Runs und 26 RBIs bei. Durch den Divisionssieg der Mets erreichte Conforto bereits im ersten MLB-Jahr die Play-offs und konnte in Spiel 2 der National League Division Series 2015 seinen ersten Home Run in der Post Season erzielen, in Spiel 4 der World Series 2015 gelangen ihm gar zwei Home Runs in einem Spiel. In Summe kam Conforto auf 12 Einsätze in den Play-offs 2015, die er und die Mets als Meister der National League und als unterlegenes Team in der World Series beendeten.
Nach überzeugenden Leistungen zu Beginn der Saison 2016 im April sank Confortos Schlagdurchschnitt drastisch von 36,5 % auf 16,9 % im Mai und schließlich 11,9 % im Juni. Daraufhin wurde Conforto, der wie auch sein Manager Terry Collins mentale Gründe für das Leistungsloch sah, zum AAA-Team der Mets, den Las Vegas 51s versetzt. Dort sollte er abseits größerer medialer Aufmerksamkeit an Selbstbewusstsein und Lockerheit arbeiten. Als Ersatz für Conforto wurde erstmals Brandon Nimmo in den MLB-Kader berufen. Am 17. Juli 2016 wurde Conforto in den MLB-Kader zurückgerufen, während Nimmo zurück nach Las Vegas versetzt wurde.
Conforto begann die Saison 2017 als vierter Outfielder der Mets, arbeitete sich aber zu einem Startplatz vor. Er wurde für das MLB All-Star Game 2017 in Miami ausgewählt. Am 24. August erlitt er während eines Schwungs eine saisonbeendende Verletzung, als er sich die linke Schulter auskugelte und die hintere Kapsel riss. Er entschied sich am 2. September für eine Operation. In der Saison 2017 schlug Conforto 27 Homeruns mit 68 RBIs und einem .279er Durchschnitt. Im Jahr 2018 erzielte Conforto einen Batting Average von .243 und führte die Mets mit 28 Homeruns, 82 RBIs und 78 erzielten Runs an.
Am 28. Mai 2019 schlug Conforto, gegen die Los Angeles Dodgers im Dodger Stadium, seinen ersten Grand Slam in der Major League. Er beendete die Saison mit einem Durchschnitt von .257, einem OPS von .856 und Karrierehöchstwerten mit 33 Homeruns und 92 RBIs.
Im Jahr 2020 spielte Conforto in 54 Spielen für die Mets und erzielte eine Batting Average von .322 mit 9 Homeruns und 31 RBI.
Vor der Saison 2021 boten die Mets Conforto einen 100-Millionen-Dollar-Vertrag an, den er jedoch ablehnte.
Im April 2021 war Conforto der Schlagmann bei einem seltenen Walk-Off-Hit by Pitch, mit dem er ein Spiel gegen die Miami Marlins gewann. Die HBP-Entscheidung war umstritten. Schiedsrichter Ron Kulpa sagte nach dem Spiel, nachdem er das Filmmaterial überprüft hat, dass seine Entscheidung ein Fehler war.  Conforto beendete die Saison 2021 mit dem schlechtesten Slugging-Prozentsatz seiner Karriere und mit einem schlechteren Batting Average und OPS als in jeder anderen Saison außer 2016.
Nach der Saison 2021 boten ihm die Mets ein Angebot für ein Jahr über 18,4 Millionen Dollar an, das er ebenfalls ablehnte und stattdessen zum Free Agent wurde. Sein Agent Scott Boras gab später eine Erklärung ab, in der er behauptete, dass eine Schulterverletzung, die er sich im Januar 2022 zugezogen hatte, dazu führte, dass Conforto die Saison nicht mit einem Vertrag beginnen konnte. Im April erklärte Boras, dass Conforto an der Schulter operiert wurde und er 2022 überhaupt nicht spielen würde.

## Familie
Michael Confortos Mutter Tracie Ruiz gewann 1984 zwei olympische Goldmedaillen im Synchronschwimmen, sein Vater hatte an der Universität American Football gespielt.